# Le Liège
Le Liège ist eine Gemeinde im französischen Département Indre-et-Loire in der Region Centre-Val de Loire. Sie gehört zum Kanton Loches und zum gleichnamigen Arrondissement. Sie grenzt im Nordwesten an Luzillé, im Norden an Épeigné-les-Bois (Berührungspunkt), im Nordosten und im Osten an Céré-la-Ronde und im Süden und im Südwesten an Genillé.

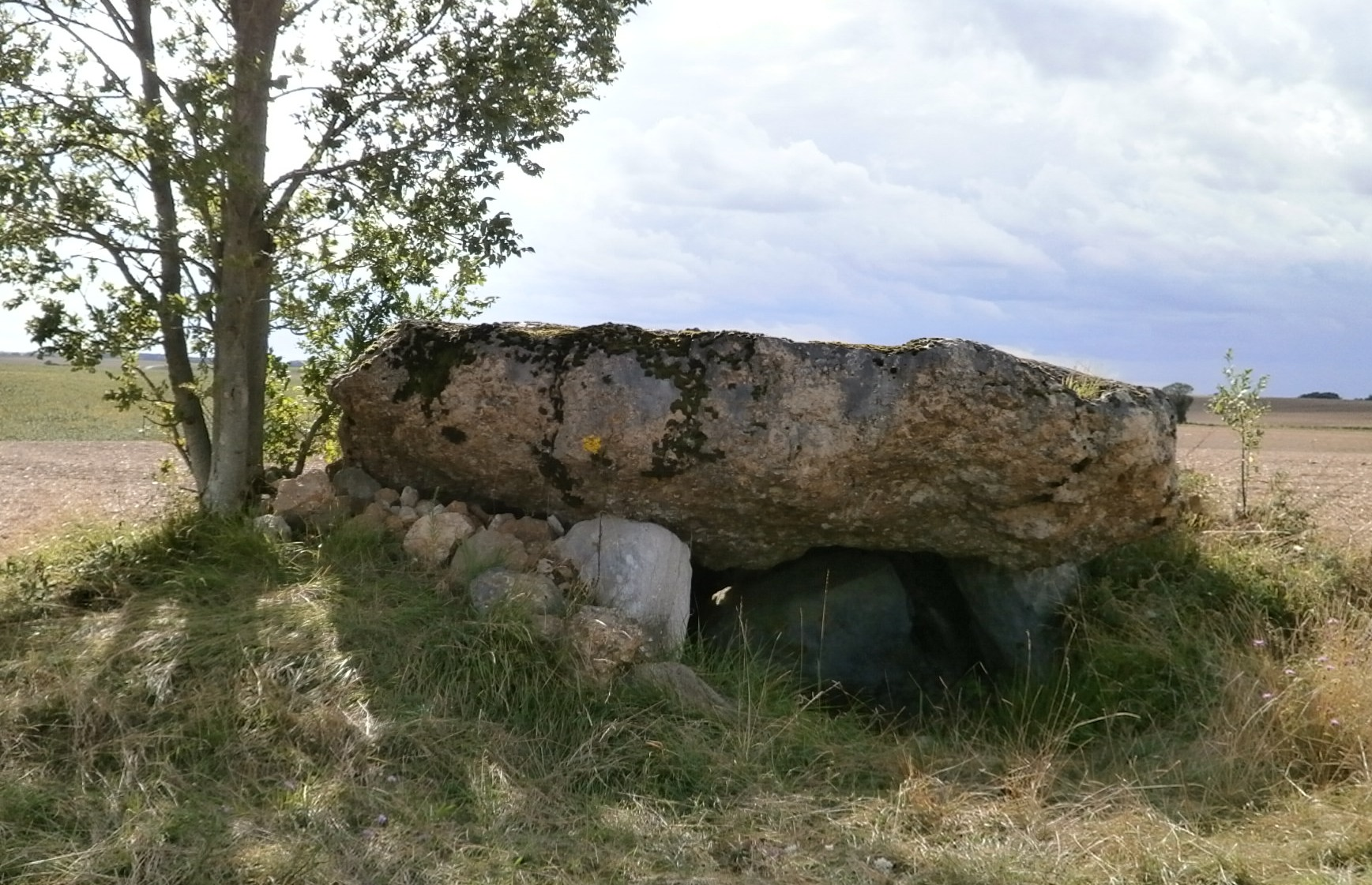
Der Dolmen d’Hys

## Bevölkerungsentwicklung
| Jahr      | 1962 | 1968 | 1975 | 1982 | 1990 | 1999 | 2008 | 2015 |
| --------- | ---- | ---- | ---- | ---- | ---- | ---- | ---- | ---- |
| Einwohner | 268  | 250  | 203  | 186  | 209  | 227  | 338  | 362  |